# إميلي تشيستر
إميلي تشيستر (بالإنجليزية: Emily Chester) هي رواية أمريكية كتبتها آن مونكور كرين في عام 1864. نُشرت بدون كلمة تمهيدية لإعطاء أقل تلميح عن مكان وجود المؤلف، ولم تكن مغطاة بغموض رواية جنوبية عظيمة! كما جرت العادة، بل أعلنت عن أسلوب الروايات التي كتبها الكتاب الجنوبيون. وقد اشتهرت واكتسبت سمعة طيبة في بوسطن قبل الإعلان عن أن الكاتبة سيدة من بالتيمور.

## الحبكة
في عام 1858، عندما كان عمر كرين 20 عاماً، تنافست مع عدد من أصدقائها لمعرفة من يمكنه كتابة أفضل رواية. كانت نتيجة المسابقة الودية هي العمل الذي من شأنه أن يضع كرين على طريقها المتميز - رواية إميلي تشيستر. عندما اكتملت الرواية، أخذها كاتب غريب عنهم إلى السادة تيكنور وفيلدز، بوسطن. وقيل لها إنهم لا يستطيعون حتى قبول فكرة نشره، لأنهم كانوا مكتظين بالمشاركات السابقة. ولكن عقب إلحاحها على هذه النقطة، سمح لها بأدب بإرسال الكتاب للتدقيق. في غضون أسبوعين من ذلك الوقت، أرسلوا عقداً لنشره، موجهاً إلى مؤلف كتاب إميلي تشيستر. ولم يعرفوا اسم الكاتب الذي ربطوا روايته به إلا بعد أن أعادت كرين ورقة العقد الموقعة بالكامل لنشر الرواية. ومع ذلك، نُشرت الطبعة الأولى دون الكشف عن هويتها. على صفحة العنوان اقتباس من غوته «في وحوشها تكشف لنا الطبيعة أسرارها».
منذ البداية، حقق الكتاب النجاح. كان الناشرون بالكاد قادرين على تلبية الطلب. أكثر من ذلك، أُصدرت أربع طبعات من قبل ناشرين إنجليز رائدين وجرت ترجمة القصة إلى الألمانية، حيث قوبلت باستقبال حار في الأوساط المثقفة والتقديرية في العالم الأوروبي. جرى تصوير الرواية درامياً من قبل جورج إتش مايلز وفازت بشهرة جديدة من خلال عرضها على خشبة المسرح، متجاوزة أكثر الآمال تفاؤلًا للمؤلف وكذلك المهايئ. كانت جوقة المراجعين بأكملها، بما في ذلك أسماء الشخصيات البارزة، متحمسة وغير مقيدة تقريباً في مدحهم. ربما لم يلق أي كتاب كتبته امرأة من ولاية ماريلاند نجاحاً أسرع وأكثر وضوحاً. إلى حد ما، كان العمل سيرة ذاتية في طابعه، كونه مقالاً في العقيدة الأدبية للآنسة كرين أن الرواية فعالة بقدر ما تدخل عناصر السيرة الذاتية في إنشائها. وُضعت المشاهد الافتتاحية لهذا الكتاب، وبعض المشاهد الأكثر إثارة للاهتمام، في ولاية ماريلاند. في صلب العمل كانت مشكلة الشخصية الرئيسية أنها تزوجت من رجل محترم، وإن كان مملاً، فهو رجل شهم من الطبقة الوسطى، وفيما بعد وقعت بحب رجل أكثر إثارة في مجتمعها. كان النقاش الأخلاقي الحاد الذي احتدم لاحقاً داخل إميلي -ما إذا كانت ستبقى مخلصة لزوجها، أو لمتابعة شغفها بحبها الحقيقي- في نهاية الأمر ينعكس تأثير ضار على صحتها الجسدية. ويجري الوصول إلى استنتاج مرضي بوفاة إميلي.

## الشخصيات
لقد قيل إن الشخصيات مستوحاة من الحياة سواء كانت مستوحاة من حياة فردية أو غير ذلك، فقد جرى تحديدها بقرار جريء ويد بارعة، ترقى إلى مستوى المهمة. في رواية إميلي تشيستر قيل إن الكاتبة قد جعلت نفسها مثالية، قال صديق لذلك الكاتب: «بالتأكيد، كان صاحب الشعر الجميل الذي توج رئيس إميلي تشيستر ينتمي لآن كرين».

## آراء النقاد
«رواية جديدة وأصلية» كانت عنوان مقال في بوسطن ترانسكريبت، كتبه إدوين بيرسي ويبل، كاتب المقالات، يقول فيه:

«إن أبرز ما يميز هذا الكتاب، الذي نشره تيكنور وفيلدز، بعنوان إميلي تشيستر، هو أصالته، وسيعطي قراء الرواية انطباعاً جديداً حقاً". يجري تجنب جميع العناصر المعتادة ذات الاهتمام الرومانسي، وقد أصبحت العناصر الجديدة، التي لُمِّح إليها حتى الآن ولكن جرى التلميح إليها قليلًا في الروايات الإنجليزية، هي جوهر العمل. منذ الصلات الاختيارية لـ غوته، ندرك أنه لا توجد قصة يجري فيها تمثيل سيكولوجية المشاعر والعاطفة الاستثنائية بمثل هذه الحدة والقوة كما هو الحال في رواية إميلي تشيستر. تُعرض لعبة التعاطف والكراهية، في فترات راحة العقل حيث لا تمارس الإرادة أي تأثير مسيطر، بمريض مخترق وقوة مكثفة، ما يشد انتباه القارئ المتردد والمقاوم إلى حد ما، ويجبره على الاهتمام بما ليس له سيطرة طبيعية على تعاطفه الصحي. شخصية إميلي تشيستر ليست شخصية ممتعة، ولكنها مدروسة بعمق ومتطورة بقوة. ماكس كرامبتون وفريدريك هاستينغز هم أيضاً نوعان من الشخصيات المتميزه بالفردية، ويجري تمثيل المغناطيسية المتناقضة التي يمارسانها على عقل وقلب البطلة بشكل واضح. يتركز اهتمام الرواية وقوتها في هؤلاء الأشخاص الثلاثة. الشخصيات الأخرى شائعة إلى حد ما، ويبدو أنها تلقى ببساطة لإعطاء الراحة لمشاعر الشخصيات الرئيسية. في تلك الأجزاء التي لا تقوم فيها الكاتبة بتحليل وتمثيل الظواهر العقلية الغريبة التي تشكل سحر الكتاب، يظهر عدم نضج كل من الفكر والملاحظة... تظهر إميلي تشيستر في مثل هذا الإتقان الملموس للمراحل الوهمية من العاطفة التي يصعب إصلاحها وتصويرها، بحيث لا يسعها إلا أن تترك انطباعاً عميقاً لدى الجمهور.»